# Yemi Mary John
Yemi Mary John (3 maggio 2003) è una velocista britannica.

## Carriera
Nel 2023 ha vinto la medaglia d'argento ai Mondiali di Budapest nella staffetta 4×400 m mista.

## Palmarès
| Anno | Manifestazione  | Sede     | Evento        | Risultato | Prestazione | Note                                                           |
| ---- | --------------- | -------- | ------------- | --------- | ----------- | -------------------------------------------------------------- |
| 2021 | Europei U20     | Tallinn  | 400 m piani   | Argento   | 53"06       | Miglior prestazione personale                                  |
| 2022 | Mondiali indoor | Belgrado | 4×400 m       | 5ª        | 3'29"82     | Miglior prestazione personale                                  |
| 2022 | Mondiali U20    | Cali     | 400 m piani   | Oro       | 51"50       | Miglior prestazione personale                                  |
| 2022 | Mondiali U20    | Cali     | 4×400 m       | Bronzo    | 3'31"86     | Miglior prestazione personale                                  |
| 2023 | Europei U23     | Espoo    | 400 m piani   | Oro       | 51"04       | Miglior prestazione personale                                  |
| 2023 | Mondiali        | Budapest | 4×400 m       | Bronzo    | 3'21"04     | [ 2 ]                                                          |
| 2023 | Mondiali        | Budapest | 4×400 m mista | Argento   | 3'11"06     |                                                                |
| 2024 | Giochi olimpici | Parigi   | 4x400 m       | Bronzo    | 3'19"72     |                                                                |
| 2025 | Europei U23     | Bergen   | 400 m piani   | Argento   | 50"50       |                                                                |
| 2025 | Europei U23     | Bergen   | 4x400 m       | Oro       | 3'26"52     | Record dei campionati · Miglior prestazione nazionale under 23 |